# Mu (família de foguetes)

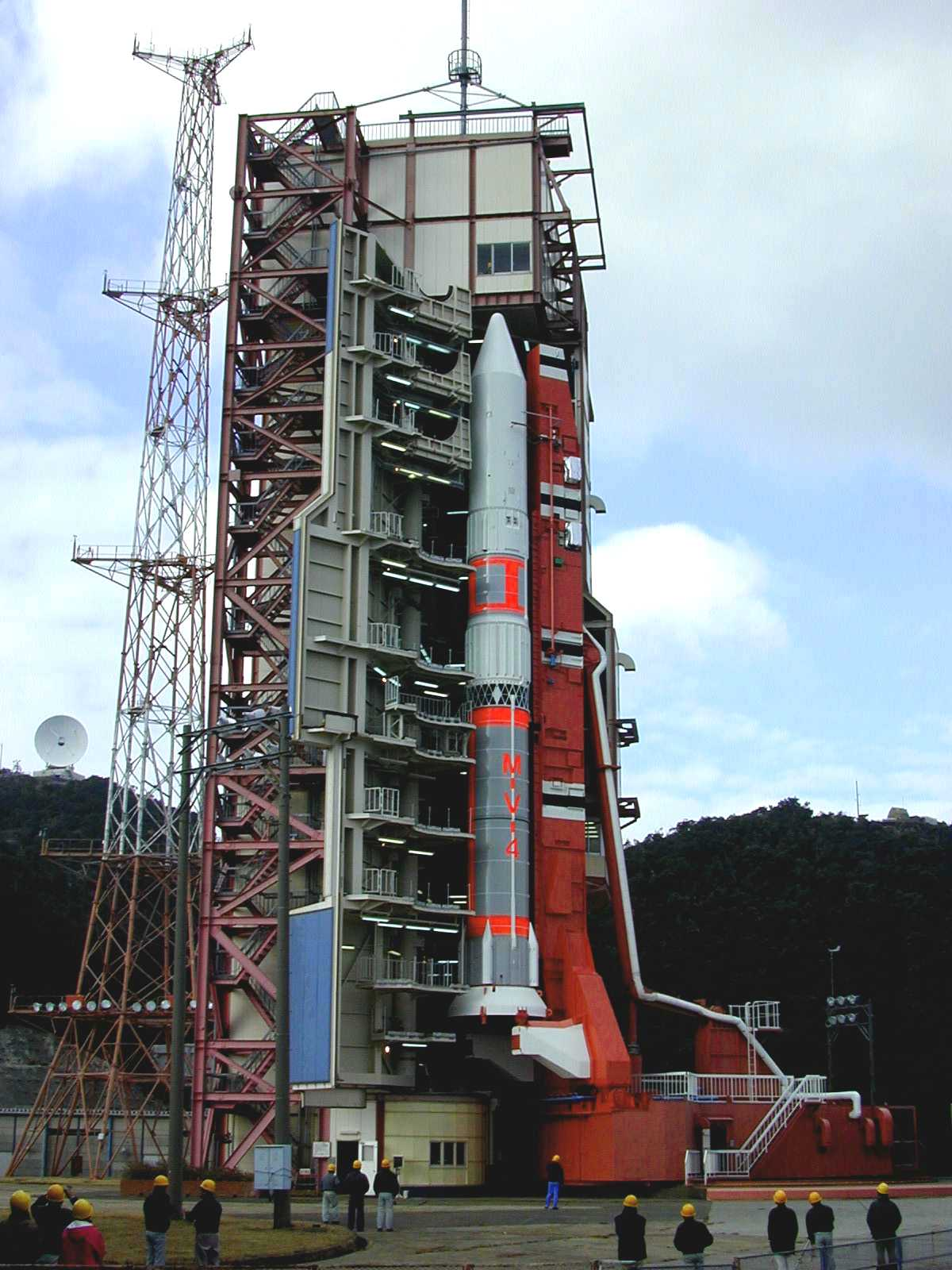
M-V-4

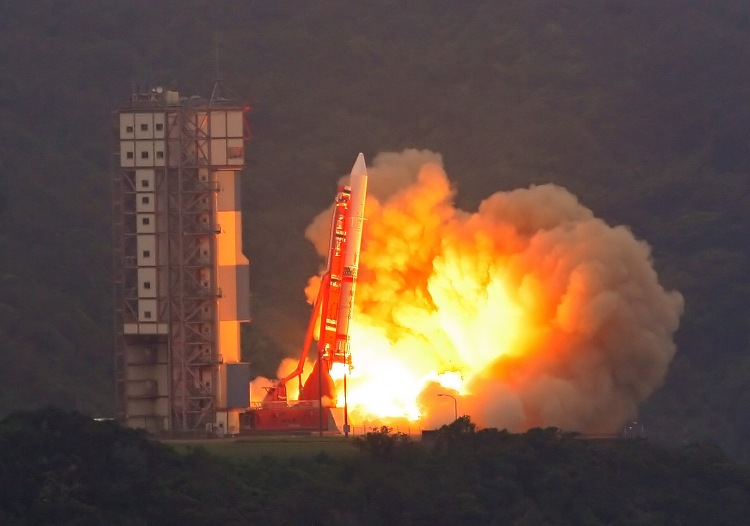
M-V-6

O Mu, também conhecido por M, foi uma família de foguetes japoneses propulsados por combustível sólido, que foram lançados a partir do Centro Espacial de Kagoshima (atual Centro Espacial de Uchinoura) entre 1966 e 2006. A série era composta pelos M-1 (Mu-1), M-3D (Mu-3D), M-4S (Mu-4S), M-3C (Mu-3C), M-3H (Mu-3H), M-3S (Mu-3S), M-3S-2 (Mu-3S-2). Originalmente desenvolvido pelo Institute of Space and Astronautical Science do Japão, os foguetes Mu foram posteriormente operados pela Agência Japonesa de Exploração Aeroespacial na sequência da sua fusão com a ISAS.

A família de foguetes Mu.

## Histórico de lançamentos
| Voo | Data                    | Plataforma de lançamento        | Carga                                     | Resultado     | Variante | Notas                        |
| --- | ----------------------- | ------------------------------- | ----------------------------------------- | ------------- | -------- | ---------------------------- |
| 1   | 31 de outubro de 1966   | Plataforma Ka LP-M de Kagoshima | ?                                         | ?             | M-1      | Primeiro voo de um foguete M |
| 2   | 17 de agosto de 1969    | Plataforma Ka LP-M de Kagoshima | ?                                         | ?             | M-3D     |                              |
| 3   | 25 de setembro de 1970  | Plataforma Ka LP-M de Kagoshima | SS                                        | Falha         | M-4S     |                              |
| 4   | 16 de fevereiro de 1971 | Plataforma Ka LP-M de Kagoshima | MS-T1 (Tansei 1)                          | Êxito         | M-4S     |                              |
| 5   | 28 de setembro de 1971  | Plataforma Ka LP-M de Kagoshima | SS-1 (Shinsei)                            | Êxito         | M-4S     |                              |
| 6   | 19 de agosto de 1972    | Plataforma Ka LP-M de Kagoshima | REXS (Denpa)                              | Êxito         | M-4S     |                              |
| 7   | 16 de fevereiro de 1974 | Plataforma Ka LP-M de Kagoshima | MS-T2 (Tansei 2)                          | Êxito         | M-3C     |                              |
| 10  | 24 de fevereiro de 1975 | Plataforma Ka LP-M de Kagoshima | SRATS (Taiyo)                             | Êxito         | M-3C     |                              |
| 11  | 4 de fevereiro de 1976  | Plataforma Ka LP-M de Kagoshima | Corsa-A                                   | Falha         | M-3C     |                              |
| 12  | 19 de fevereiro de 1977 | Plataforma Ka LP-M de Kagoshima | MS-T3 (Tansei 3)                          | Êxito         | M-3H     |                              |
| 13  | 4 de fevereiro de 1978  | Plataforma Ka LP-M de Kagoshima | Exos-A (Kyokko)                           | Êxito         | M-3H     |                              |
| 14  | 16 de setembro de 1978  | Plataforma Ka LP-M de Kagoshima | Exos-B (Jikiken)                          | Êxito         | M-3H     |                              |
| 15  | 21 de fevereiro de 1979 | Plataforma Ka LP-M de Kagoshima | Hakucho)                                  | Êxito         | M-3C     |                              |
| 16  | 17 de fevereiro de 1980 | Plataforma Ka LP-M de Kagoshima | MS-T4 (Tansei 4)                          | Êxito         | M-3S     |                              |
| 17  | 21 de fevereiro de 1981 | Plataforma Ka LP-M de Kagoshima | Astro-A (Hinotori)                        | Êxito         | M-3S     |                              |
| 18  | 20 de fevereiro de 1983 | Plataforma Ka LP-M de Kagoshima | Astro-B (Tenma)                           | Êxito         | M-3S     |                              |
| 19  | 14 de fevereiro de 1984 | Plataforma Ka LP-M de Kagoshima | Exos-C (Ohzora)                           | Êxito         | M-3S     |                              |
| 20  | 7 de janeiro de 1985    | Plataforma Ka LP-M de Kagoshima | MS-T5 (Sakigake)                          | Êxito         | M-3S-2   |                              |
| 21  | 18 de agosto de 1985    | Plataforma Ka LP-M de Kagoshima | Planet-A (Suisei)                         | Êxito         | M-3S-2   |                              |
| 22  | 5 de fevereiro de 1987  | Plataforma Ka LP-M de Kagoshima | Astro-C (Ginga)                           | Êxito         | M-3S-2   |                              |
| 23  | 21 de fevereiro de 1989 | Plataforma Ka LP-M de Kagoshima | Exos-D (Akebono)                          | Êxito         | M-3S-2   |                              |
| 24  | 24 de janeiro de 1990   | Plataforma Ka LP-M de Kagoshima | Muses-A (Hiten) Muses A Subsat (Hagoromo) | Êxito         | M-3S-2   |                              |
| 25  | 30 de agosto de 1991    | Plataforma Ka LP-M de Kagoshima | Solar-A (Yohkoh)                          | Êxito         | M-3S-2   |                              |
| 26  | 20 de fevereiro de 1993 | Plataforma Ka LP-M de Kagoshima | Astro-D (ASCA, Asuka)                     | Êxito         | M-3S-2   |                              |
| 27  | 15 de janeiro de 1995   | Plataforma Ka LP-M de Kagoshima | Express                                   | Falha parcial | M-3S-2   | Último voo de um foguete M   |